# ICD-10 Kapitel VII - Sygdomme i øje og øjenomgivelser
ICD-10 Kapitel VII – Sygdomme i øje og øjenomgivelser er det syvende kapitel i ICD-10 kodelisten. Kapitlet indeholder sygdomme i øje og øjenomgivelser.
| Kapitel VII – Sygdomme i øje og øjenomgivelser (H00-H59)                               |
| H00-H06 - Sygdomme i øjenlåg, tårekirtel og øjenhule                                   |
| -------------------------------------------------------------------------------------- |
| H00 - Hordeolum og chalazion                                                           |
| H01 - Anden betændelse i øjenlåg                                                       |
| H02 - Andre sygdomme i øjenlåg                                                         |
| H03 - Affektion af øjenlåg ved sygdomme klassificeret andetsteds                       |
| H04 - Sygdomme i tåreapparatet                                                         |
| H05 - Sygdomme i øjenhule                                                              |
| H06 - Sygdomme i tåreapparat og øjenhule ved sygdomme klassificeret andetsteds         |
| H10-H13 - Sygdomme i øjets bindehinde                                                  |
| H10 - Betændelse i øjets bindehinde                                                    |
| H11 - Andre sygdomme i øjets bindehinde                                                |
| H13 - Sygdomme i øjets bindehinde ved sygdomme klassificeret andetsteds                |
| H15-H22 - Sygdomme i øjets senehinde, hornhinde, regnbuehinde og strålelegeme          |
| H15 - Sygdomme i sclera                                                                |
| H16 - Keratitis                                                                        |
| H17 - Ar og uklarheder i cornea                                                        |
| H18 - Andre sygdomme i hornhinde                                                       |
| H19 - Sygdomme i øjets senehinde og hornhinde ved sygdomme klassificeret andetsteds    |
| H20 - Betændelse i regnbuehinde og strålelegeme                                        |
| H21 - Andre sygdomme i regnbuehinde og strålelegeme                                    |
| H22 - Sygdomme i regnbuehinde og strålelegeme ved sygdomme klassificeret andetsteds    |
| H25-H28 - Sygdomme i øjets linse                                                       |
| H25 - Aldersbetinget grå stær                                                          |
| H26 - Andre former for grå stær                                                        |
| H27 - Andre forandringer i øjets linse                                                 |
| H28 - Grå stær og andre sygdomme i øjets linse ved sygdomme klassificeret andetsteds   |
| H30-H36 - Sygdomme i øjets årehinde og nethinde                                        |
| H30 - Betændelse i øjets årehinde og nethinde                                          |
| H31 - Andre forandringer i øjets årehinde                                              |
| H32 - Forandringer i øjets årehinde og nethinde ved sygdomme klassificeret andetsteds  |
| H33 - Nethindeløsning                                                                  |
| H34 - Okklusion af retinale blodkar                                                    |
| H35 - Andre forandringer i øjets nethinde                                              |
| H36 - Forandringer i øjets nethinde ved sygdomme klassificeret andetsteds              |
| H40-H42 - Grøn stær                                                                    |
| H40 - Glaukom                                                                          |
| H42 - Grøn stær ved sygdomme klassificeret andetsteds                                  |
| H43-H45 - Sygdomme i øjets glaslegeme og øjeæble                                       |
| H43 - Forandringer i øjets glaslegeme                                                  |
| H44 - Forandringer i øjeæblet                                                          |
| H45 - Forandringer i øjets glaslegeme og øjeæble ved sygdomme klassificeret andetsteds |
| H46-H48 - Sygdomme i synsnerve og synsbaner                                            |
| H46 - Inflammationer i synsnerve                                                       |
| H47 - Andre forandringer i synsnerve og synsbaner                                      |
| H48 - Forandringer i synsnerve og synsbaner ved sygdomme klassificeret andetsteds      |
| H49-H52 - Forstyrrelser i øjenmuskler, samsynsfunktion, akkommodation og refraktion    |
| H49 - Skelen ved lammelse af øjenmuskler                                               |
| H50 - Andre former for skelen                                                          |
| H51 - Andre forstyrrelser i samsynsfunktionen                                          |
| H52 - Forstyrrelser i refraktion og akkommodation                                      |
| H53-H54 - Synsforstyrrelser og blindhed                                                |
| H53 - Synsforstyrrelse                                                                 |
| H54 - Blindhed og svagsyn                                                              |
| H55-H59 - Andre sygdomme i øje og øjenomgivelser                                       |
| H55 - Nystagmus og andre abnorme øjenbevægelser                                        |
| H57 - Andre abnorme tilstande i øje og øjenomgivelser                                  |
| H58 - Andre sygdomme i øje og øjenomgivelser ved sygdomme klassificeret andetsteds     |
| H59 - Forandringer i øje og øjenomgivelser efter indgreb IKA                           |

| Lægevidenskab | Spire Denne artikel om lægevidenskab er en spire som bør udbygges. Du er velkommen til at hjælpe Wikipedia ved at udvide den. |